# Kråkbärsskål
Kråkbärsskål (Monilinia empetri) är en svampart som tillhör divisionen sporsäcksvampar, och som först beskrevs av Gustaf Lagerheim, och fick sitt nu gällande namn av Birgitta Eriksson. Kråkbärsskål ingår i släktet Monilinia, och familjen Sclerotiniaceae. Arten är reproducerande i Sverige.